# Susan Tse
Hung Ling-Fook (em chinês: 孔令馥, nascido 1 de novembro de 1951), também conhecida como Susan Tse (em chinês: 謝雪心), é uma atriz de televisão de Hong Kong, que começou sua carreira como um ópera chinesa. Também teve inúmeras aparições em filmes e televisões de Hong Kong.
Ela é a 76ª geração descendente de Confúcio.